# Ngô Thê

Vị trí tại Đài Trung

Ngô Thê (梧棲區) là một khu (quận) của thành phố Đài Trung, Trung Hoa Dân Quốc (Đài Loan). Đây là một quận ngoại ô nằm ở ven biển ở phía nam của thành phố. Ngô Thê có địa hình bằng phẳng và có lượng mưa thấp. Diện tích quận là 18,4063 km², dân số vào tháng 8 năm 2011 là 55.410 người thuộc 16.140 hộ gia đình, mật độ dân cư đạt 3010,4 người/km²